# The Moment Before Death
The Moment Before Death è un cortometraggio muto del 1915 diretto da Wilbert Melville.

## Produzione
Il film fu prodotto dalla Lubin Manufacturing Company.

## Distribuzione
Distribuito dalla General Film Company, il film - un cortometraggio in una bobina - uscì nelle sale USA il 13 dicembre 1915.